# John Jackson (musicista)
John Jackson (Woodville, 24 febbraio 1924 – Fairfax, 20 gennaio 2002) è stato un musicista statunitense.

## Biografia
Nato con il nome di "John H. Jackson"  a Woodville, Virginia, in una famiglia di musicisti, Jackson imparò a suonare in giovane età prima di trasferirsi a Fairfax, poco più che ventenne, dove iniziò a lavorare come becchino, uno dei tanti lavori che svolse.
Al di fuori della sua località, la sua chitarra cadenzata e il suo modo di cantare accentato furono ascoltati per la prima volta negli album registrati per la Arhoolie nei primi anni '60. Visitò molte volte l'Europa, suonò durante i folk festival e registrò anche per la Rounder e l'Alligator Records. Apparve verso Washington, D.C. con i "Travelling Blues Workshop", di cui facevano parte lo stesso Jackson, Archie Edwards, Flora Molton, Mother Scott, Phil Wiggins and John Cephas.
John Jackson morì nel 2002 nella stazione di Fairfax per un tumore al fegato, all'età di 77 anni.
Ebbe ben 7 figli, 6 maschi e una femmina, con Cora Lee Carter Jackson. Prima di lui morì sua moglie Cora Lee (1990) e i suoi figli John Jackson Jr (1978), Ned Jackson (1978) e MacArthur Jackson (1996). Altri due figli morirono dopo la sua dipartita: Lee Floyd Jackson (2006) e Timothy Jackson (2008). Sua figlia Cora Elizabeth (Beth) Johnson e James Edward Jackson vivono ancora a Fairfax in Virginia.
Nel gennaio del 2011 Jackson è stato nominato nelle categorie Blues Album e Live Performance per la decima edizione dell'Independent Music Awards.

## Discografia

### Album
- Don't Let Your Deal Go Down (1970)
- Step It Up And Go (1979)
- Deep In Bottom (1990)
- Country Blues & Ditties (1999)
- Front Porch Blues (1999)
- Rappahannock Blues (2010)